# ストラングルホールド (ポール・マッカートニーの曲)
「ストラングルホールド」(Stranglehold)は、1986年にポール・マッカートニー（Paul McCartney）が発表した楽曲。または、同曲が収録されたシングル。

## 解説
アルバム『プレス・トゥ・プレイ』の1曲目に収録された。シングルはアメリカや日本でリリースされ、イギリスではリリースされていない。表題曲・カップリング曲ともにポールとエリック・スチュワートとの共作曲。
ミュージック・ビデオはアメリカのアリゾナ州で撮影され、サックス吹きの少年がポールのライヴに飛び入りするというストーリーになっている。

## 収録曲
- ストラングルホールド - Stranglehold
- アングリー - Angry (remix)